# Hriszto Bonev
Hriszto Atanaszov Bonev (bolgárul: Христо Aтанасов Бонев, Plovdiv, 1947. február 3. –) bolgár válogatott labdarúgó, edző.
A bolgár válogatott tagjaként részt vett az 1970-es és az 1974-es világbajnokságon.

## Sikerei, díjai

### Edzőként
Panathinaikósz
- Görög bajnok (1): 1989–90

APÓEL
- Ciprusi kupa (1): 1994–95

Egyéni
- Az év bolgár labdarúgója (3): 1969, 1972, 1973